# 系統發生樹

基於16S 核糖體RNA分析而重建出的地球生命演化樹，顯示可明顯區別的三支：細菌、古菌和真核生物

自動生成的生命樹，基於完全測序的基因組。

系統發生樹（英語：phylogenetic tree）又稱為種系發生樹、親緣關係樹，或演化樹（英語：evolutionary tree），是一種呈現不同物種或是同物種不同族群的個體之間親緣關係的樹狀圖。分析個體親緣關係的學術領域稱為系統發生學（phylogenetics），可應用於多個領域的研究，如支序分類學（cladistics）、流行病學（epidemiology），以及生態學（ecology）。地球上所有生命都是一个系统发生树的一部分，表明有共同的祖先。

基于16S 核糖体RNA序列分析重建出的地球生命演化树

## 組成
演化樹由「節點」和「線段」組成。

### 節點

#### 位置
節點可分為「葉」和「中途點」。葉是演化樹中最末端的節點，是確定存在而且被拿來分析的資料。通常是物種或是同物種的不同樣本。而中途點則是在演化樹中除了葉以外的節點，這些點以演化來說是這些葉在演化過程中共同起源的祖先，它們是在推算演化樹時假設存在過的個體。有些演化樹中還有另一種節點「根」，是除了前述的中途點以外用來表示萬物起源的點；更正確地說，它呈現出的是演化樹中所有個體最接近當代的源頭。根是演化樹中一切節點的上游，它的上游沒有起源。最常用的決定根的位置的方法是使用一個或多個無可爭議的同源物種作爲「外群」（outgroup），這個外群要足夠近，但又不能太近以至于和樹中的種類相混。下方會討論有根和無根演化樹之間的差異。

#### 分支數量
這裡所稱的分支指的是每個節點所連接到的線段。演化樹中的葉位在最外端，只會被一根線段連接。然而，中途點的分支數量則有較多可能。以有根樹來說，具有一個親源以及恰好兩個子點的中途點稱做二分點 (bifurcating nodes)，而如果有超過兩個子點的話則稱為多分點 (multifurcating nodes)。因為無根演化樹即為去除根的有根演化樹，所以無根樹中的二分點有三個分支，也就是在有根的情況下一個親源加上兩個子點的數量，而超過三個的那些便相當於是多分點。

### 方向性
不管是葉或是中途點都被「線段」所連接。當樹有方向性的時候，一根線段的兩個端點中位於演化上游的點稱作親源 (parental node) ，下游的點則稱為子點 (child node)。連接各個節點的線段不一定會有單位。當一個演化樹的線段沒有長度單位時，意味的是這個演化樹只呈現個體之間的親疏遠近，但親疏遠近的程度則不是重點。如果這些線段有了單位，那麼個體之間的差異就也在演化樹中被呈現出來。單位有可能是差異多寡或是演化時間。

### 長度單位
線段所表示的分隔程度以其長度呈現。長度越大意味著線段兩端的兩個點(兩個祖先或是從祖先到葉)之間差異越大。誠如前述，長度單位可以是差異的多寡或是時間的長短，而且兩者是可以互相轉化的。假設一段演化過程中差異出現的速度是{\displaystyle {\mathcal {R}}}而且累積了{\displaystyle {\mathcal {n}}}個差異，那麼其時間長度{\displaystyle {\mathcal {\Delta T={n \over R}}}}。這個變換的過程稱為定年 (tree dating)。

## 分類

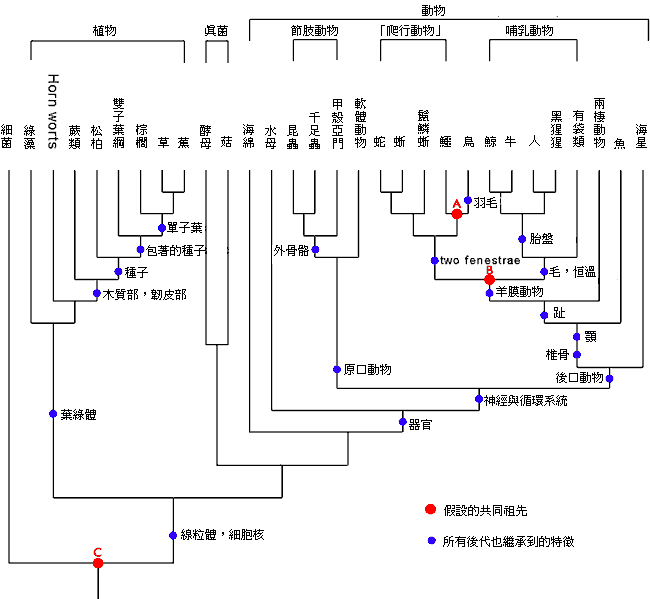
系統發生樹

### 以「根」為依據

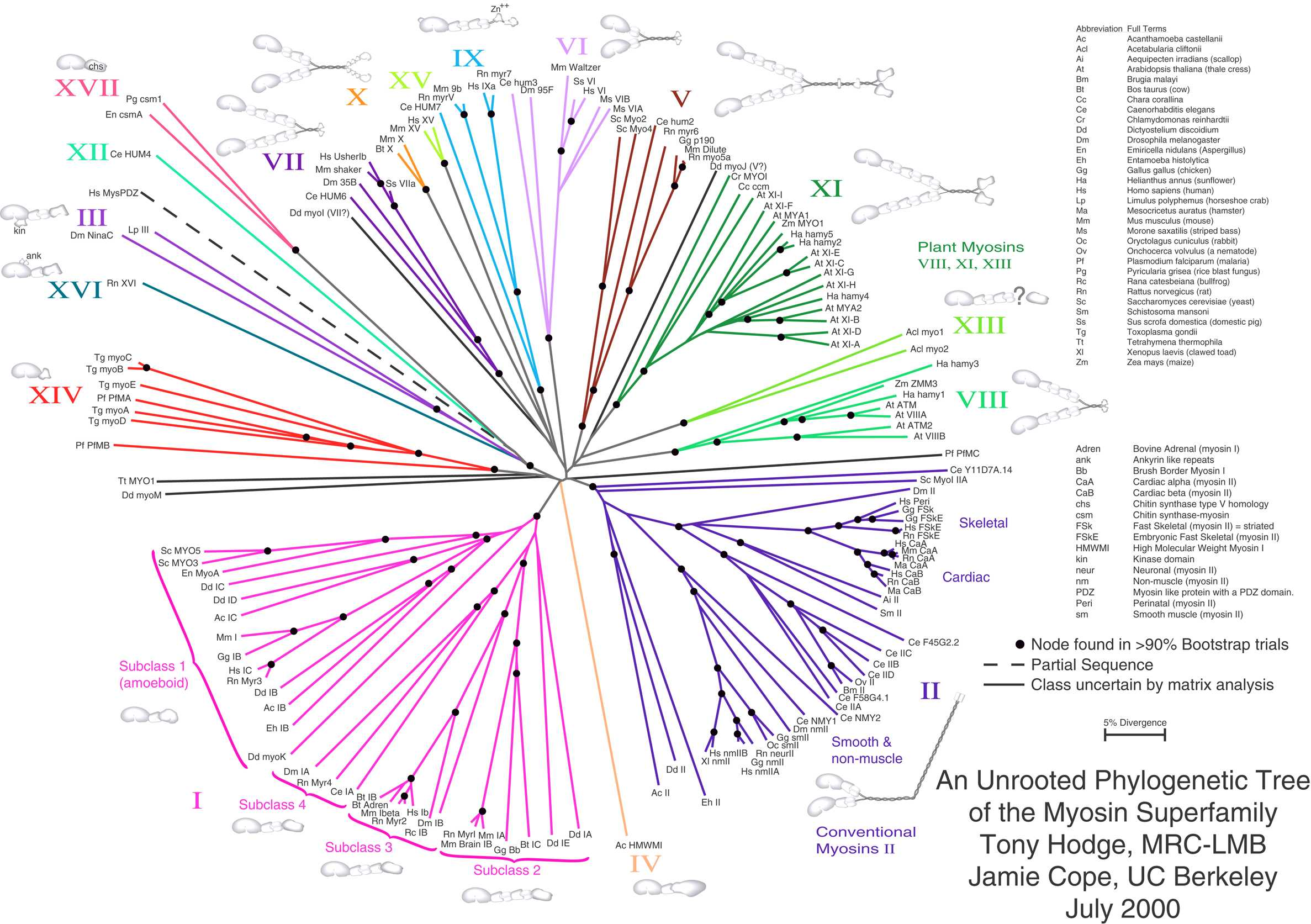
肌球蛋白的無根樹

樹可分爲有根樹和無根樹兩類。「根」是呈現出的是演化樹中所有個體最接近當代的源頭。因此，有根樹呈現出了演化的方向，也就是從根往葉演化。右圖即是一個有根樹，表示了三域系統(Woese 1998)。另一方面，無根樹則顧名思義是沒有包含「根」的演化樹。即便個體之間的差異在演化樹中沒有改變，無根樹因為不呈現起源，因此無法呈現出演化的方向，每條線段的兩個演化方向都有可能。

### 以「分支」為依據
如前所述，中途點可能為二分或是多分，而當中途點不是二分的時候就意味著不知道誰的祖先先出現在演化歷程中，或者可以說多分點代表了演化樹的不確定性 (uncertainty)。比方說，當病原體同時感染多名患者時，從不同患者體內取樣本再計算演化樹，其結果很可能就會是沒有分層、只有單一親源多重分支到數個葉的「星型樹」(star tree)，呈現著未知的感染順序。如果沒有那麼極端，在演化樹中有些中途點是二分而有些是多分，則為局部解明樹 (partially resolved tree)。如果全部的中途點都是二分，則為完全解明樹 (fully resolved tree or resolved tree)或稱二分樹 (bifurcating tree)。

## 運算
算一顆演化樹指得是決定出手上的樣本的演化先後順序，甚至計算演化過程所累積的變異數量或是所耗時間。或者簡單的說，是要分析手中樣本的祖先出現順序以及彼此之間的差異。

### 矩陣法
近鄰結合法 neighbor-joining (NJ)

### 簡約法
最大簡約法 maximum parsimony (MP)

### 最大似然法
最大似然估计 maximum likelihood (ML)

### 后驗概率法
貝葉斯法 Bayesian

## 演化樹定年
定年 (tree dating) 指的是把樹的各個線段從差異數量換算成時間。雖然在前方已經提過
{\displaystyle {\mathcal {\Delta T={n \over R}}}}，
但是速率{\displaystyle {\mathcal {R}}}通常是無從得知的，它有可能在演化過程中一直都一樣，也可能因為環境壓力使得變異速率每歷經一代就越來越高，也有可能一直都是隨機的忽快忽慢。所以時鐘的數學模型 (clock models) 便是為了此困難而存在。

## 運算工具
- RAxML (maximum likelihood) （页面存档备份，存于）
- Phylip (maximum likelihood) （页面存档备份，存于）
- ARB （页面存档备份，存于）
- MrBayes （页面存档备份，存于）
- BAMBE （页面存档备份，存于）
- BEAST2 (Bayesian)

### 軟件[3]
- PAUP*
- TreeView
- Phylowin
- fastDNAml
- SEMPHY （页面存档备份，存于）
- PALM

## 外部連結
- Hillis Plot （页面存档备份，存于）
- The Death of the Tree of Life is Greatly Exaggerated
- 生物软件网 进化树分析软件 （页面存档备份，存于）
- 生物谷 进化树分析软件
- 进化树软件使用综述 （页面存档备份，存于）
- 演化樹輭件介紹（英文） （页面存档备份，存于）